# Air Traffic Controller by DS
Air Traffic Controller by DS (ぼくは航空管制官DS?, Boku wa Kōkū Kanseikan DS) è un videogioco di simulazione sviluppato da Sonic Powered per Nintendo DS facente parte della serie Air Traffic Controller e distribuito negli Stati Uniti d'America da Majesco con il titolo Air Traffic Chaos.

## Modalità di gioco
Composto da 15 livelli, il giocatore impersona un controllore del traffico aereo in cinque aeroporti del Giappone: Fukuoka, Kansai, Chūbu-Centrair, Haneda e Shin-Chitose.